# Етнографски музей на Съюза на понтийците в Пиерия
Етнографският музей на Съюза на понтийците в Пиерия (на гръцки: Λαογραφικό Μουσείο της Ένωσης Ποντίων Πιερίας) е музей в град Катерини, Гърция.

## История
Музеят е основан в 1990 година от Съюза на понтийците в Пиерия и се разполага в сграда на Съюза в центъра на Катерини, от южната страна на Градския парк. За музея Съюзът събира фолклорни материали от бежанските семейства на понтийски гърци, заселени в Катерини и околностите при обмяната на население между Гърция и Турция в 20-те години на XX век. Целта на музея е запазването и популяризирането на традиционната култура на черноморските гърци. Основни организатори на музея са професорите Димитриос Пандермалис и Нора Скутери.
Музеят притежава 600 експоната от социален, фолклорен и исторически интерес, някои от които изключително ценни. Във входната зала, на голяма карта на Причерноморието са отбелязани основните гръцки центрове и са изложени фотографии от села, църкви, хора и други от Котиора, Сухуми и Карс, както и лични вещи на бежанци, сред които книги, тъкани и прочее. В основната част в музея са направени реконструкции на основната част на понтийската къща: гостната с дивани около ниска кръгла паралия, гоблени с бродирана азбука, дело на неомъжените момичета, иконостаси и женски носии от Фаца, Инои и Трапезунд. До гостната е спалнята, в която има легло, килими, черги, рогозки и булчинска носия от Котиора. В кухнята има камина, маса, кухненски прибори, лампи и мангал. Изложени са и селскостопански и гребенарски инструменти.
- Селскостопански инструменти
- Традиционна спалня
- Гостна